# Huw Lloyd-Langton
Pour les articles homonymes, voir Langton.
Huw Lloyd-Langton (6 février 1951 – 6 décembre 2012) est un guitariste britannique.

## Biographie
Richard Hugh Lloyd-Langton est né à Harlesden, dans le nord de Londres. Il rejoint Hawkwind en 1969 et apparaît sur le premier album du groupe, Hawkwind, avant de le quitter en 1971. Il collabore avec divers artistes durant les années 1970 (Leo Sayer, Widowmaker (en)), puis réintègre Hawkwind en 1979, pour y rester cette fois pendant près de dix ans, jusqu'en 1988. Il fonde en parallèle son propre groupe, le Lloyd-Langton Group (LLG), en 1982.
Huw Lloyd-Langton réintègre à nouveau Hawkwind pendant quelques mois en 2001-2002, mais il est victime d'une légionellose qui l'oblige à abandonner le groupe. Il continue à donner des concerts en solo ou avec son groupe, souvent aux côtés d'Hawkwind, jusqu'à ce qu'un cancer l'emporte en 2012, à l'âge de 61 ans.

## Discographie

### Avec Hawkwind
- 1970 : Hawkwind
- 1980 : Live Seventy Nine
- 1980 : Levitation
- 1981 : Sonic Attack
- 1982 : Church of Hawkwind
- 1982 : Choose Your Masques
- 1985 : The Chronicle of the Black Sword
- 1986 : Live Chronicles
- 1987 : Out & Intake (en)
- 1988 : The Xenon Codex

### Avec Widowmaker
- 1976 : Widowmaker (en)
- 1977 : Too Late to Cry (en)

### Avec le Lloyd-Langton Group
- 1984 : Outside the Law
- 1985 : Night Air
- 1986 : Like an Arrow…(Through the Heart)
- 1988 : Time Space & LLG
- 1991 : Elegy
- 1994 : River Run
- 1997 : On the Move
- 1999 : Chain Reaction
- 2010 : Hard Graft